# Jeholodentidae
De Jeholodentidae zijn een familie van uitgestorven eutriconodonten die ongeveer 125 miljoen jaar geleden leefden in China in de tijd van de dinosauriërs. Er zijn momenteel twee geslachten toegewezen aan de familie, Yanoconodon en Jeholodens.
Recente studies hebben echter aangetoond dat het parafyletisch is in relatie tot Triconodontidae, waarbij Yanoconodon dichter bij deze staat dan bij Jeholodens.

## Geslachten en soorten
- Yanoconodon Luo, Chen, Li & Chen 2007
  - Yanoconodon allini Luo, Chen, Li & Chen 2007
- Jeholodens Ji, Luo & Ji 1999
  - Jeholodens jenkinsi Ji, Luo & Ji 1999